# Castelo Inch
O Castelo Inch (em inglês:  Inch Castle) é um castelo do século XII localizado em Renfrew, Renfrewshire, Escócia.

## História
O castelo original em Renfrew, foi construído no século XII por Walter Fitz-Alan, High Steward da Escócia, feito principalmente de madeira com fundações em pedra, sendo substituído no século XIII por outra estrutura.
No final da segunda metade do século XV, Sir John Ross (morreu em cerca de 1474) garantiu as terras de Inch juntamente com as ruínas do castelo, onde construiu uma estrutura de três pisos conhecida hoje como Castelo Inch. O último descendente da família Ross a ocupar o castelo morreu lá em 1732.
Em 1760, o castelo foi comprado por Andrew Spiers de Elderslie. O historiador Dunn afirma que Andrew construiu outro castelo na mesma zona, tendo sido demolido alguns anos mais tarde.